# Edgar Rabsch
Edgar Rabsch   (Osiecznica, 5 d'agost de 1928 - Ulm, 17 de juliol de 1990) va ser un organista, director de cor i compositor alemany. Per distingir les seves obres d'un homònim, normalment les marcava amb el claudàtor "Tiefenfurt".

## Biografia
Rabsch va entrar en contacte amb el moviment del cant a través de Richard Poppe (Breslau). Del 1947 al 1951 va estudiar música eclesiàstica a Esslingen am Neckar amb Karl Ludwig Gerok (l'organista de la col·legiata de Stuttgart) i amb Hans-Arnold Metzger. Van seguir estudis amb Siegfried Reda, Marie Claire Alain i Cor Kee. De 1951 a 1972 va ser cantor i organista a la col·legiata de Backnang. L'any 1963 va ser nomenat director musical de l'església.
Des de 1972 fins a la seva mort, Rabsch va ser el director de música de l'església a la catedral d'Ulm, succeint a Hans Jakob Haller, i va dirigir el Münsterkantorei i el cor de l'Oratori d'Ulm. El 1979 va rebre una plaça de professor d'orgue i improvisació d'orgue a la "Trossingen State University of Music"; L'any 1986 va ser nomenat professor. El 1980 Rabsch va rebre la Creu Federal al Mèrit.
Com a compositor, Rabsch va escriure nombrosos moviments corals, cantates i obres per a orgue. Va crear la disposició de l'orgue a la capella Konrad Sam a la catedral d'Ulm. El 1963, Edgar Rabsch va fundar la "Setmana de cant i música per a joves", que té lloc anualment al monestir de Lorch fins i tot després de la seva mort.

## Treballs (selecció)
- Auf, auf, mein Herz mit Freuden, Fantasia per a orgue
- Christ ist erstanden, Fantasia coral per a orgue
- Großer Gott, wir loben dich, Cantata coral per a cor, congregació i instruments de vent
- Wie freundlich sind deine Wohnungen, Cantata pel 600 aniversari de la catedral d'Ulm (1977)
- Leihe Gunst mir, Gott, Cantata, el Cor Oratori d'Ulm pel seu 90è aniversari. Dedicat a l'aniversari (1980)
- Lobe den Herren, den mächtigen König der Ehren, Variacions per a orgue (1984)
- Victimae paschali laudes, Concert per a instruments de vent, orgue i percussió